# Jetix Europe
Jetix Europe, ex Fox Kids Europe, est une société néerlandaise détenue à 99,8 % par la Walt Disney Company. C'est la société gérant les chaînes Jetix en Europe. Elle ne doit pas être confondu avec Jetix International (détenu à 100 % par Disney).
Au travers de sa filiale Jetix Consumer Products, elle gère en plus de la marque Jetix, les licences 
- ses propres productions : Gadget et les Gadgetinis, Ōban, Star-Racers, Alpha Teens On Machines,
- des licences tierces : Pucca, Sonic X, Totally Spies!, Fleabag et Friends, Medabots, Tutenstein, Galactik Football, Martin Mystère, Monster Buster Club

## Historique

### Fox Kids en Europe
En octobre 1996, la société est créée sous le nom de Fox Kids Europe afin de regrouper les chaînes Fox Kids en européenne.
En 1997, au profit d'une réorganisation, la société devient une filiale de Fox Family Worldwide, filiale de la société Fox Broadcasting Company, comprenant aussi le catalogue de productions de Haïm Saban et le réseau américain Fox Kids Network.
En novembre 1999, elle est cotée en bourse sur le marché d'Amsterdam.
En 2000, la chaîne est lancée dans plusieurs pays européens et du Moyen-Orient:
- avril en Italie
- mai en Turquie
- octobre en Allemagne
- novembre en Hongrie et au Moyen-Orient

En 2001, la chaîne poursuit son développement :
- février en Israël et extension de la chaîne hongroise à la Tchéquie et la Slovaquie.
- avril, création d'un bloc de programmes en Russie
- septembre, création d'un bloc de programme supplémentaire en Italie.

### Fox Kids, filiale de Disney
En octobre 2001, la Walt Disney Company achète la société Fox Family Worldwide, devenant l'actionnaire majoritaire de Fox Kids Europe, avec 74 % du capital.
En mai 2002, Buena Vista International Television devient gérant de la distribution des programmes de la société.
En septembre 2002, la division internet est intégrée à la société.
En 2003, la société renforce ses positions
- janvier, extension du bloc italien
- mars, Fox Kids remplace Cartoon Network en Hongrie pour un bloc de heures
- septembre, nouveau bloc matinal en Italie

En juin 2003, Disney Consumer Products devient le représentant des droits des Power Rangers tandis que Buena Vista Entertainment devient responsable des diffusions sur support vidéo et DVD.

### Jetix
En juillet 2004, la société se rebaptise Jetix Europe NV.
Le 1er mai 2005, Jetix Italy lance une nouvelle chaîne disponible sur Sky Digital par abonnement, GXT, destinée au public masculin de 4 à 14 ans.
En janvier 2007, le capital de la société avait la répartition suivante :
- 74 % détenus par la Walt Disney Company
- 17,43 % appartiennent à John de Mol, fondateur d'Endemol
- près de 10 % cotée en bourse sur le marché Euronext à Amsterdam car son siège social est aux Pays-Bas

Le 9 juin 2008, Disney et Jetix Europe signent un contrat effectif à partir du 1er juillet donnant les droits de distribution des chaînes de Jetix à Disney-ABC Television Group,. Le 10 juin 2008, Jetix Europe a signé un contrat avec Disney-ABC International Television pour que la gestion de la chaîne Jetix soit assurée par Disney Channel France.
Le 8 décembre 2008, Disney annonce être en cours de négociation pour acheter les parts restantes de Jetix Europe, pour atteindre les 96 % du capital, et ce au prix de 11 € par action (14,15 $) avant la fin de l'année et d'acheter les 4 % restant en 2009,.
Le 12 février 2009, Disney a annoncé le renommage de Jetix France en Disney XD à partir du 1er avril 2009,. Le 27 février 2009, Jetix Europe annonce la fin de la période de rachat des actions, période qui s'achève par la détention par Disney de 99,8 % des actions et l'arrêt de la cotation à la bourse Euronext de Jetix Europe. Le 15 juin 2009, Disney annonce le renommage de Jetix UK en Disney XD. Le 15 juillet 2009, Disney-Jetix revend au groupe indépendant Switchover Media les chaines GXT et K-2,. Switchover Media est une société crée grâce au rachat des actifs de Jetix Italy par Francesco Nespega, pdg de cette filiale depuis 2000.

## Les chaînes
- Royaume-Uni et  Irlande  sur Sky Digital, NTL, Telewest Broadband et Chorus Communications
- Espagne
- France   - Jetix France sur Canalsat maintenant devenue Disney XD
- Italie  sur Sky Digital avec en plus Jetix +1
- Belgique sur Proximus Pickx maintenant devenue Disney XD
- Pologne  avec en plus la chaîne Jetix Play
- Roumanie  avec en plus la chaîne Jetix Play
- Russie  avec en plus la chaîne Jetix Play
- Turquie  avec en plus la chaîne Jetix Play
- Grèce
- Israël
- Pays-Bas
- Allemagne  Autriche  Suisse
- Danemark
- Suède
- Finlande
- Norvège
- Hongrie
- République tchèque
- Slovaquie

## Données économiques

### Résultats financiers
| Année                  | Chiffre d'affaires | EBITDA          | Résultat net   |
| ---------------------- | ------------------ | --------------- | -------------- |
| 1999                   | 76 612             | 26 112          | -14 566        |
| 2000                   | 94 614             | 34 897          | 5 100          |
| 2001 sur 12 et 13 mois | 120 148 • 129 331  | 50 602 • 53 903 | 9 937 • 10 655 |
| 2002                   | 132 982            | 53 260          | -28 937        |
| 2003 sur 15 mois       | 146 825            | 55 982          | 3 828          |
| 2004                   | 165 345            | 50 951          | 5 828          |
| 2005                   | 187 838            | 65 467          | 19 759         |
| 2006                   | 162 838            | 18 351          | 23 582         |
| 2007                   | 166 444            | 24 452          | 37 844         |
| 2008                   | 136 917            | 12 734          | 21 292         |

1. ↑  L'année 2001 est marquée par un glissement d'un mois du calendrier de résultats annuels, année qui s'écoule donc du 31 mai 2000 au 30 juin 2001
2. ↑  L'année 2003 est marquée par un glissement du calendrier de résultats annuels, année qui s'écoule donc du 30 juin 2002 au 30 septembre 2003, ainsi que par des modifications comptables

## Sources
- (en) Background - Jetix